# Campionatul European de Fotbal Sub-21 2021
Campionatul European de Fotbal Sub-21 2021 (cunoscut și sub numele de UEFA Under-21 Euro 2021) a fost cea de-a 23-a ediție a Campionatului European de Fotbal Sub-21 (ediția a 26-a, dacă este inclusă și era Sub-23). Competiția este campionatul bienal internațional de fotbal pentru tineret organizat de UEFA pentru echipele naționale masculine sub 21 de ani din Europa. Inițial, 12 echipe urmau să joace turneul, cu toate acestea, la 6 februarie 2019, Comitetul Executiv al UEFA a crescut acest număr la 16. Doar jucătorii născuți pe sau după 1 ianuarie 1998 au fost eligibili să participe.
Turneul a fost co-găzduit de Ungaria și Slovenia. Inițial era programat să aibă loc în perioada 9-26 iunie 2021. Cu toate acestea, turneul a fost reprogramat în urma amânării UEFA Euro 2020 pentru iunie/iulie 2021 din cauza Pandemiei de COVID-19. Noile date urmau să fie stabilite inițial la 27 mai 2020, dar apoi amânate la 17 iunie 2020, unde Comitetul Executiv UEFA a discutat calendarul și formatul turneului. La 17 iunie 2020, UEFA a anunțat că turneul se va disputa în două faze; faza grupelor, care a avut loc în perioada 24-31 martie 2021, și faza eliminatorie, în perioada 31 mai - 6 iunie 2021.
Germania a câștigat al treilea său titlu european din istorie, învingând Portugalia cu 1-0.

## Procesul de selecție
Următoarele asociații și-au indicat interesele de a licita pentru turneu:
- Ungaria /  Slovenia  (ofertă comună)[13][14]

Ungaria și Slovenia au fost numite co-gazde la reuniunea Comitetului Executiv UEFA din Dublin, Irlanda, la 3 decembrie 2018.

## Preliminariile
Toate cele 55 de națiuni UEFA au intrat în competiție și, spre deosebire de ultima competiție, gazdele Ungaria și Slovenia s-au calificat automat, iar celelalte 53 de echipe au participat în preliminariile de calificare pentru a determina restul de 14 locuri din turneul final. Tragerea la sorți pentru faza grupelor de calificare a avut loc la 11 decembrie 2018.

### Echipele calificate
Următoarele echipe s-au calificat la turneul final.
Notă: Toate statisticile privind aparițiile includ doar perioada U-21 (din 1978).
| Echipă        | Metoda de calificare | Data calificării  | Apariții anterioare la turneu                                                                                               |
| ------------- | -------------------- | ----------------- | --- |
| Ungaria       | Gazdă                | 3 decembrie 2018  | 4 (1978, 1980, 1986, 1996)                                                                                                  |
| Slovenia      | Gazdă                | 3 decembrie 2018  | 0 (debut) |
| Rusia         | Grupa 5 locul 1      | 13 octombrie 2020 | 6 (1980, 1982, 1990, 1994, 1998, 2013)                                                                                      |
| Elveția       | Grupa 2 locul 2[^]   | 13 octombrie 2020 | 3 (2002, 2004, 2011) |
| Țările de Jos | Grupa 7 locul 1      | 13 octombrie 2020 | 8 (1988, 1990, 1992, 1998, 2000, 2006, 2007, 2013)                                                                          |
| Danemarca     | Grupa 8 locul 1      | 13 octombrie 2020 | 8 (1978, 1986, 1992, 2006, 2011, 2015, 2017, 2019)                                                                          |
| Spania        | Grupa 6 locul 1      | 13 octombrie 2020 | 14 (1982, 1984, 1986, 1988, 1990, 1994, 1996, 1998, 2000, 2009, 2011, 2013, 2017, 2019)                                     |
| Anglia        | Grupa 3 locul 1      | 13 octombrie 2020 | 15 (1978, 1980, 1982, 1984, 1986, 1988, 2000, 2002, 2007, 2009, 2011, 2013, 2015, 2017, 2019)                               |
| Franța        | Grupa 2 locul 1      | 12 noiembrie 2020 | 9 (1982, 1984, 1986, 1988, 1994, 1996, 2002, 2006, 2019)                                                                    |
| Italia        | Grupa 1 locul 1      | 15 noiembrie 2020 | 20 (1978, 1980, 1982, 1984, 1986, 1988, 1990, 1992, 1994, 1996, 2000, 2002, 2004, 2006, 2007, 2009, 2013, 2015, 2017, 2019) |
| Portugalia    | Grupa 7 locul 2[^]   | 15 noiembrie 2020 | 8 (1994, 1996, 2002, 2004, 2006, 2007, 2015, 2017)                                                                          |
| Cehia         | Grupa 4 locul 1      | 17 noiembrie 2020 | 7 (1996, 2000, 2002, 2007, 2011, 2015, 2017)                                                                                |
| Germania      | Grupa 9 locul 1      | 17 noiembrie 2020 | 12 (1982, 1990, 1992, 1996, 1998, 2004, 2006, 2009, 2013, 2015, 2017, 2019)                                                 |
| Croația       | Grupa 4 locul 2[^]   | 17 noiembrie 2020 | 3 (2000, 2004, 2019) |
| România       | Grupa 8 locul 2[^]   | 17 noiembrie 2020 | 2 (1998, 2019) |
| Islanda       | Grupa 1 locul 2[^]   | 24 noiembrie 2020 | 1 (2011) |

Note
1. ↑  Scrisul îngroșat indică câștigătoarea din acel an. Scrisul înclinat indică gazda din acel an.

1. ^ Cele mai bune echipe de pe locul 2 din toate cele nouă grupe calificate pentru turneul final.

### Tragerea la sorți
Tragerea la sorți pentru turneul final a avut loc pe 10 decembrie 2020, ora 16:00 EET, la sediul UEFA din Nyon, Elveția.
| Echipa   | Coef   |
| -------- | ------ |
| Spania   | 40,620 |
| Germania | 38,490 |
| Franța   | 37,147 |
| Anglia   | 36,846 |

| Echipa        | Coef   |
| ------------- | ------ |
| Italia        | 36,361 |
| Danemarca     | 36,088 |
| Portugalia    | 35,863 |
| Țările de Jos | 32,686 |

| Echipa  | Coef   |
| ------- | ------ |
| România | 32,198 |
| Croația | 31,902 |
| Cehia   | 29,648 |
| Rusia   | 29,162 |

| Echipa                | Coef   |
| --------------------- | ------ |
| Elveția               | 28,059 |
| Islanda               | 26,071 |
| Slovenia (poziția B1) | 25,851 |
| Ungaria (poziția A1)  | 21,318 |

## Stadioane
Următoarele au fost stadioanele unde se s-au jucat meciurile:
| Ungaria                                                                 | Ungaria                                                                 | Ungaria                                                      | Ungaria                                                      |
| Székesfehérvár                                                          | Szombathely                                                             | Budapesta                                                    | Győr                                                         |
| ----------------------------------------------------------------------- | ----------------------------------------------------------------------- | ------------------------------------------------------------ | ------------------------------------------------------------ |
| MOL Aréna Sóstó (Aréna Sóstó)                                           | Haladás Sportkomplexum (Haladás Stadion)                                | Bozsik Aréna                                                 | Ménfői úti Stadion (Gyirmóti Stadion)                        |
| Capacitate: 14.000                                                      | Capacitate: 8.900                                                       | Capacitate: 8.468                                            | Capacitate: 4.335                                            |
|                                                                         |                                                                         |                                                              |                                                              |
| SzékesfehérvárBudapestaSzombathelyGyőr Locația stadioanelor din Ungaria | SzékesfehérvárBudapestaSzombathelyGyőr Locația stadioanelor din Ungaria | LjubljanaCeljeMariborKoper Locația stadioanelor din Slovenia | LjubljanaCeljeMariborKoper Locația stadioanelor din Slovenia |
| Slovenia                                                                |                                                                         |                                                              |                                                              |
| Ljubljana                                                               | Celje                                                                   | Maribor                                                      | Koper                                                        |
| Stadionul Stožice                                                       | Stadion Z'dežele (Stadion Celje)                                        | Ljudski vrt                                                  | Stadionul Bonifika                                           |
| Capacitate: 16.100                                                      | Capacitate: 13.600                                                      | Capacitate: 12.702                                           | Capacitate: 4.010                                            |
|                                                                         |                                                                         |                                                              |                                                              |

Programul provizoriu a fost anunțat în noiembrie 2019, cele opt stadioane de mai sus găzduind meciuri. Ungaria (grupele A și C) și Slovenia (grupele B și D) ar găzdui ambele grupe, două sferturi de finală și câte o semifinală fiecare, în timp ce finala se va juca în Slovenia pe Stadionul Stožice, Ljubljana.

## Faza grupelor
| Grupa A Grupa B | Grupa C Grupa D |

Departajări

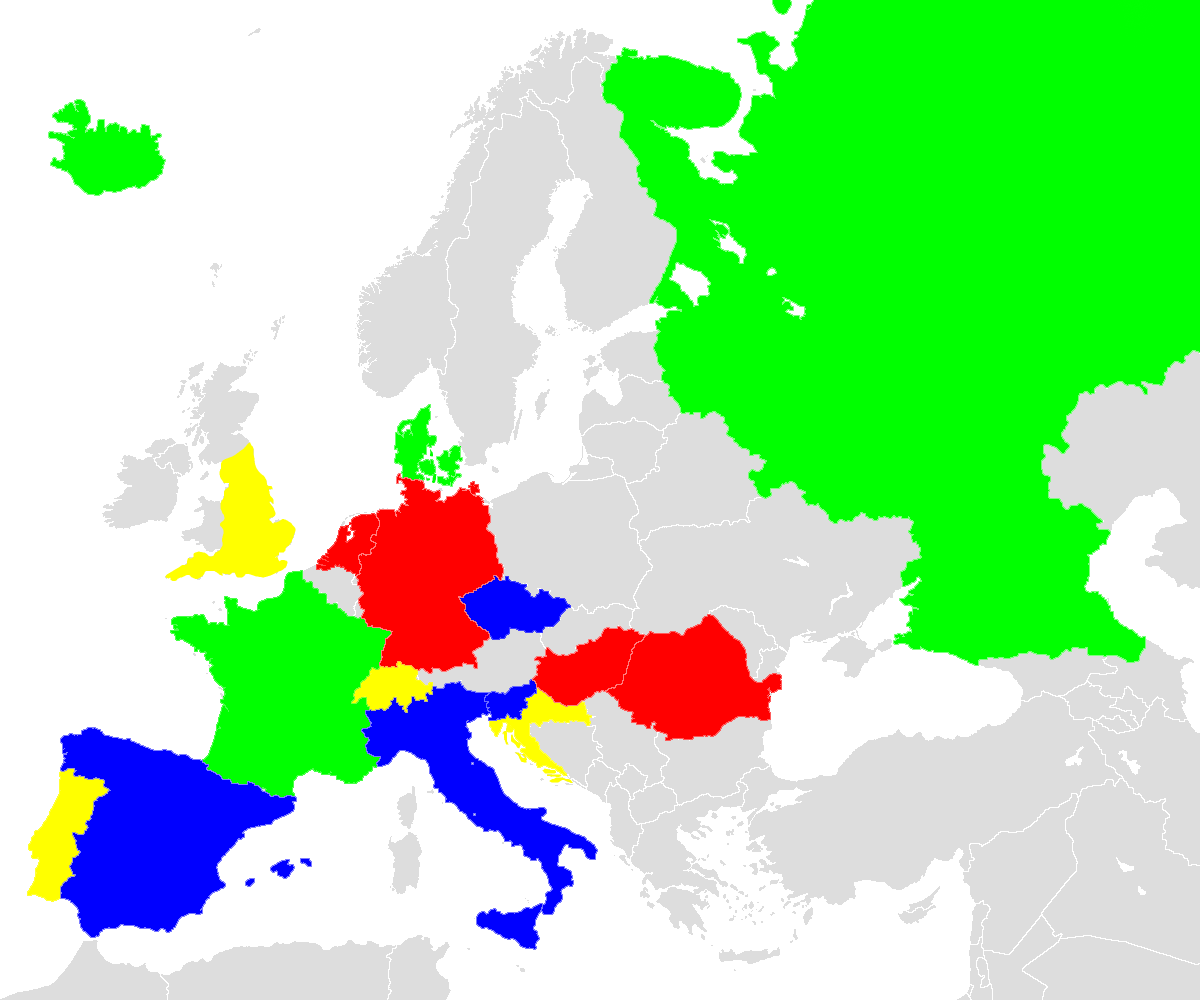
Echipele participante la UEFA Under-21 Euro 2021
Grupa A
Grupa B
Grupa C
Grupa D

Dacă două sau mai multe echipe au același punctaj după ce toate meciurile din grupă s-au jucat, se vor aplica următoarele departajări:
1. Numărul mai mare de puncte obținute dintre echipele aflate la departajare;
2. Diferența de goluri superioară dintre echipele aflate la departajare;
3. Numărul mai mare de goluri înscrise dintre echipele aflate la departajare;
4. Dacă după primele trei criterii un subgrup de echipe sunt tot la egalitate, diferența se va face cu ajutorul meciurilor directe între echipele aflate la departajare. Dacă și după acest criteriu echipele sunt tot la egalitate, se vor aplica criteriile 5–9;
5. Diferența de goluri superior din toate meciurile grupei;
6. Numărul mai mare de goluri din toate meciurile grupei;
7. Dacă doar două echipe se află la departajare și sunt la egalitate după primele 6 criterii, dar și după ce s-au întâlnit în ultima etapă a grupei, se vor organiza lovituri de departajare (acest criteriu nu se aplică dacă mai mult de două echipe sunt la departajare)
8. Metoda fair play-ului (1 punct pentru un singur cartonaș galben, 3 puncte pentru un cartonaș roșu, ca consecință a primirii a două cartonașe galbene, 3 puncte pentru un cartonaș roșu direct, 4 puncte pentru un cartonaș roșu direct, după ce jucătorul mai avea un cartonaș galben);
9. Poziția în clasamentul UEFA;

Toate orele sunt locale, CET (EET+1) pentru meciurile dintre 24 și 27 martie 2021, CEST (EEST+1) pentru meciurile dintre 28 și 31 martie 2021.

### Grupa A
| Loc | Echipă        | Pct. | MJ | V | E | Î | GM | GP | DG  | Calificare        |
| --- | ------------- | ---- | -- | - | - | - | -- | -- | --- | ----------------- |
| 1.  | Țările de Jos | 5    | 3  | 1 | 2 | 0 | 8  | 3  | +5  | Faza eliminatorie |
| 2.  | Germania      | 5    | 3  | 1 | 2 | 0 | 4  | 1  | +3  | Faza eliminatorie |
| 3.  | România       | 5    | 3  | 1 | 2 | 0 | 3  | 2  | +1  |                   |
| 4.  | Ungaria (H)   | 0    | 3  | 0 | 0 | 3 | 2  | 13 | −11 |                   |

1. ↑  al treilea criteriu de departajare. NED: 2 GM; GER: 1 GM; ROU: 1 GM
2. 1 2  al cincilea criteriu de departajare. GER: +3 DG; ROU: +1 DG

| Ungaria | 0 – 3  | Germania                 |
| ------- | ------ | ------------------------ |
|         | Raport | 61' Nmecha 66', 73' Baku |

| România     | 1 – 1  | Țările de Jos |
| ----------- | ------ | ------------- |
| Ciobanu 20' | Raport | 16' Schuurs   |

| Ungaria                   | 1 – 2  | România               |
| ------------------------- | ------ | --------------------- |
| Szőke 6' 42' · Csonka 56' | Raport | 70' Mățan 87' Pașcanu |

| Germania   | 1 – 1  | Țările de Jos |
| ---------- | ------ | ------------- |
| Nmecha 84' | Raport | 48' Kluivert  |

| Țările de Jos                                                    | 6 – 1  | Ungaria         |
| ---------------------------------------------------------------- | ------ | --------------- |
| De Wit 42' Boadu 47' (pen) Gakpo 58', 70' Botman 87' Brobbey 89' | Raport | 31' (pen) Bolla |

| Germania   | 0 – 0  | România |
| ---------- | ------ | ------- |
| Nmecha 72' | Raport |         |

### Grupa B
| Loc | Echipă       | Pct. | MJ | V | E | Î | GM | GP | DG | Calificare        |
| --- | ------------ | ---- | -- | - | - | - | -- | -- | -- | ----------------- |
| 1.  | Spania       | 7    | 3  | 2 | 1 | 0 | 5  | 0  | +5 | Faza eliminatorie |
| 2.  | Italia       | 5    | 3  | 1 | 2 | 0 | 5  | 1  | +4 | Faza eliminatorie |
| 3.  | Cehia        | 2    | 3  | 0 | 2 | 1 | 2  | 4  | −2 |                   |
| 4.  | Slovenia (H) | 1    | 3  | 0 | 1 | 2 | 1  | 8  | −7 |                   |

| Slovenia | 0 – 3  | Spania                           |
| -------- | ------ | -------------------------------- |
|          | Raport | 53' Puado 54' Villar 89' Miranda |

| Cehia        | 1 – 1  | Italia                                         |
| ------------ | ------ | ---------------------------------------------- |
| Maggiore 75' | Raport | 31' Scamacca · 84' Tonali · 74' 90+4'Marchizza |

| Slovenia  | 1 – 1  | Cehia      |
| --------- | ------ | ---------- |
| Matko 32' | Raport | 86' Prelec |

| Spania       | 0 – 0  | Italia                             |
| ------------ | ------ | ---------------------------------- |
| Mingueza 86' | Raport | 81' 86' Scamacca · 69' 87' Rovella |

| Italia                                                                        | 4 – 0  | Slovenia |
| ----------------------------------------------------------------------------- | ------ | -------- |
| Maggiore 10' · Raspadori 19' · Cutrone 25' (pen), 50' 45' · Marchizza 55' 82' | Raport |          |

| Spania         | 2 – 0  | Cehia |
| -------------- | ------ | ----- |
| Gómez 69', 78' | Raport |       |

### Grupa C
| Loc | Echipă    | Pct. | MJ | V | E | Î | GM | GP | DG | Calificare        |
| --- | --------- | ---- | -- | - | - | - | -- | -- | -- | ----------------- |
| 1.  | Danemarca | 9    | 3  | 3 | 0 | 0 | 6  | 0  | +6 | Faza eliminatorie |
| 2.  | Franța    | 6    | 3  | 2 | 0 | 1 | 4  | 1  | +3 | Faza eliminatorie |
| 3.  | Rusia     | 3    | 3  | 1 | 0 | 2 | 4  | 6  | −2 |                   |
| 4.  | Islanda   | 0    | 3  | 0 | 0 | 3 | 1  | 8  | −7 |                   |

| Rusia                                                      | 4 – 1  | Islanda        |
| ---------------------------------------------------------- | ------ | -------------- |
| Chalov 31' (pen) Tiknizyan 42' Zakharyan 45+2' Makarov 52' | Raport | 59' Guðjohnsen |

| Franța | 0 – 1  | Danemarca  |
| ------ | ------ | ---------- |
|        | Raport | 75' Dreyer |

| Rusia | 0 – 2  | Franța                            |
| ----- | ------ | --------------------------------- |
|       | Raport | 15' (pen) Édouard 24' (pen) Ikoné |

| Islanda | 0 – 2  | Danemarca               |
| ------- | ------ | ----------------------- |
|         | Raport | 5' Isaksen 18' Sorensen |

| Danemarca                       | 3 – 0  | Rusia |
| ------------------------------- | ------ | ----- |
| Larsen 10' Dreyer 11' Holse 90' | Raport |       |

| Islanda | 0 – 2  | Franța                    |
| ------- | ------ | ------------------------- |
|         | Raport | 17' Guendouzi 38' Édouard |

### Grupa D
| Loc | Echipă     | Pct. | MJ | V | E | Î | GM | GP | DG | Calificare        |
| --- | ---------- | ---- | -- | - | - | - | -- | -- | -- | ----------------- |
| 1.  | Portugalia | 9    | 3  | 3 | 0 | 0 | 6  | 0  | +6 | Faza eliminatorie |
| 2.  | Croația    | 3    | 3  | 1 | 0 | 2 | 4  | 5  | −1 | Faza eliminatorie |
| 3.  | Elveția    | 3    | 3  | 1 | 0 | 2 | 3  | 6  | −3 |                   |
| 4.  | Anglia     | 3    | 3  | 1 | 0 | 2 | 2  | 4  | −2 |                   |

1. 1 2 3  al treilea criteriu de departajare. CRO: 4 GM; ELV: 3 GM; ANG: 2 GM

| Portugalia | 1 – 0  | Croația |
| ---------- | ------ | ------- |
| Vieira 68' | Raport |         |

| Anglia | 0 – 1  | Elveția   |
| ------ | ------ | --------- |
|        | Raport | 77' Ndoye |

| Croația                                 | 3 – 2  | Elveția                       |
| --------------------------------------- | ------ | ----------------------------- |
| Ivanušec 8' Moro 61' (pen) Vizinger 64' | Raport | 79' (pen) Imeri 89' Kulenović |

| Portugalia                 | 2 – 0  | Anglia |
| -------------------------- | ------ | ------ |
| Mota 64' Trincão 74' (pen) | Raport |        |

| Elveția        | 0 – 3  | Portugalia                           |
| -------------- | ------ | ------------------------------------ |
| Muheim 70' 72' | Raport | 3' Queirós 60' Trincão 65' Conceição |

| Croația        | 1 – 2  | Anglia                              |
| -------------- | ------ | ----------------------------------- |
| Bradarić 90+1' | Raport | 12' (pen) Eze · 74' 48' 90+8' Jones |

## Faza eliminatorie
În faza eliminatorie, dacă meciul s-a terminat la egalitate după cele 90 de minute de joc regulamentare, s-au jucat prelungiri (două reprize a câte 15 minute) iar, ulterior, în caz de necesitate, s-au efectuat lovituri de departajare pentru a determina câștigătoarea.
|  | Sferturi de finală      | Sferturi de finală |                          |       | Semifinale | Semifinale |  |  | Finala | Finala |
|  |                         |                    |                          |       |            |            |  |  |        |        |
|  | 31 mai – Budapesta      |                    |                          |       |            |            |  |  |        |        |
|  |                         |                    |                          |       |            |            |  |  |        |        |
|  | Țările de Jos           | 2                  |                          |       |            |            |  |  |        |        |
|  | Țările de Jos           | 2                  | 3 iunie – Székesfehérvár |       |            |            |  |  |        |        |
|  | Franța                  | 1                  |                          |       |            |            |  |  |        |        |
|  | Franța                  | 1                  | Țările de Jos            | 1     |            |            |  |  |        |        |
|  | 31 mai – Székesfehérvár |                    | Țările de Jos            | 1     |            |            |  |  |        |        |
|  |                         | Germania           | 2                        |       |            |            |  |  |        |        |
|  | Danemarca               | Germania           | 2                        | 2 (5) |            |            |  |  |        |        |
|  | Danemarca               |                    | 6 iunie – Ljubljana      | 2 (5) |            |            |  |  |        |        |
|  | Germania d.l.d.         | 2 (6)              |                          |       |            |            |  |  |        |        |
|  | Germania d.l.d.         | 2 (6)              | Germania                 | 1     |            |            |  |  |        |        |
|  | 31 mai – Maribor        |                    | Germania                 | 1     |            |            |  |  |        |        |
|  |                         | Portugalia         | 0                        |       |            |            |  |  |        |        |
|  | Spania d.p.             | Portugalia         | 0                        | 2     |            |            |  |  |        |        |
|  | Spania d.p.             | 3 iunie – Maribor  |                          | 2     |            |            |  |  |        |        |
|  | Croația                 | 1                  |                          |       |            |            |  |  |        |        |
|  | Croația                 | 1                  | Spania                   | 0     |            |            |  |  |        |        |
|  | 31 mai – Ljubljana      |                    | Spania                   | 0     |            |            |  |  |        |        |
|  |                         | Portugalia         | 1                        |       |            |            |  |  |        |        |
|  | Portugalia d.p.         | Portugalia         | 1                        | 5     |            |            |  |  |        |        |
|  | Portugalia d.p.         |                    |                          | 5     |            |            |  |  |        |        |
|  | Italia                  | 3                  |                          |       |            |            |  |  |        |        |
|  | Italia                  | 3                  |                          |       |            |            |  |  |        |        |